# Антропогенные почвы
Антропогенные почвы — почвы, изменённые человеком или сформировавшиеся под его воздействием как случайно, так и целенаправленно, занимающие огромные пространства чернозёмных равнин или крошечные участки в городах и посёлках, улучшенные по сравнению с природными и полезные человеку, или, напротив, техногенно загрязнённые, опасные для его здоровья, образуют разнообразный и сложный мир особых почв.
Почти все почвы Земли в большей или меньшей степени подвержены антропогенным воздействиям: от минимальных, связанных с изменениями в соотношении парниковых газов в атмосфере (условно природные почвы), до почти полного уничтожения при добыче полезных ископаемых или на строительных объектах. К немногим исключениям, то есть почвам, не испытавшим на себе явного прямого или косвенного антропогенного влияния, относятся почвы заповедников, где строго соблюдается комплекс природоохранных мер. В качестве примеров природных «абсолютно чистых», или собственно природных почв нередко приводятся почвы африканских дождевых лесов, охраняемых религиозными культовыми правилами и потому недоступные даже тем малочисленным племенам, которые населяют эти леса.
Термин «антропогенные почвы» и его зарубежный аналог «антросоли» предусмотрен для почв, испытавших сильные воздействия, которые привели к формированию нового генетического профиля. Примером антропогенных почв-антросолей, являются искусственные почвы.
Термин антропогенно-преобразованные почвы кажется менее удачным, поскольку в нём есть оттенок целенаправленности трансформации, то есть преобразования, переделки, что на самом деле справедливо далеко не для всех почв.